# Mataldinni, Yelbarga
Mataldinni là một làng thuộc tehsil Yelbarga, huyện Koppal, bang Karnataka, Ấn Độ.